# Nokia 6500 classic
 (janvier 2021).
Si vous disposez d'ouvrages ou d'articles de référence ou si vous connaissez des sites web de qualité traitant du thème abordé ici, merci de compléter l'article en donnant les références utiles à sa vérifiabilité et en les liant à la section « Notes et références ».
Le Nokia 6500 classic est un téléphone mobile de Nokia.
Il existe deux versions, Nokia 6500 Slide et Nokia 6500 Classic.
Le Nokia 6500 Classic est un téléphone mobile de milieu de gamme sorti courant 2007. Il est doté de fonctions de téléphonie avancées, il permet :
- L'envoi et la réception de SMS
- Il prend en charge les MMS
- Et supporte la synchronisation des courriels via son réseau UMTS (3G)

Il possède un appareil photo de 2 méga pixels et de fonctions multimédia :
- Lecteur audio prenant en charge les mp3, les aac (mp4) et le wma
- Lecteur vidéo prenant en charge les 3gp